# Ferdinand de Lesseps (Rennfahrer)

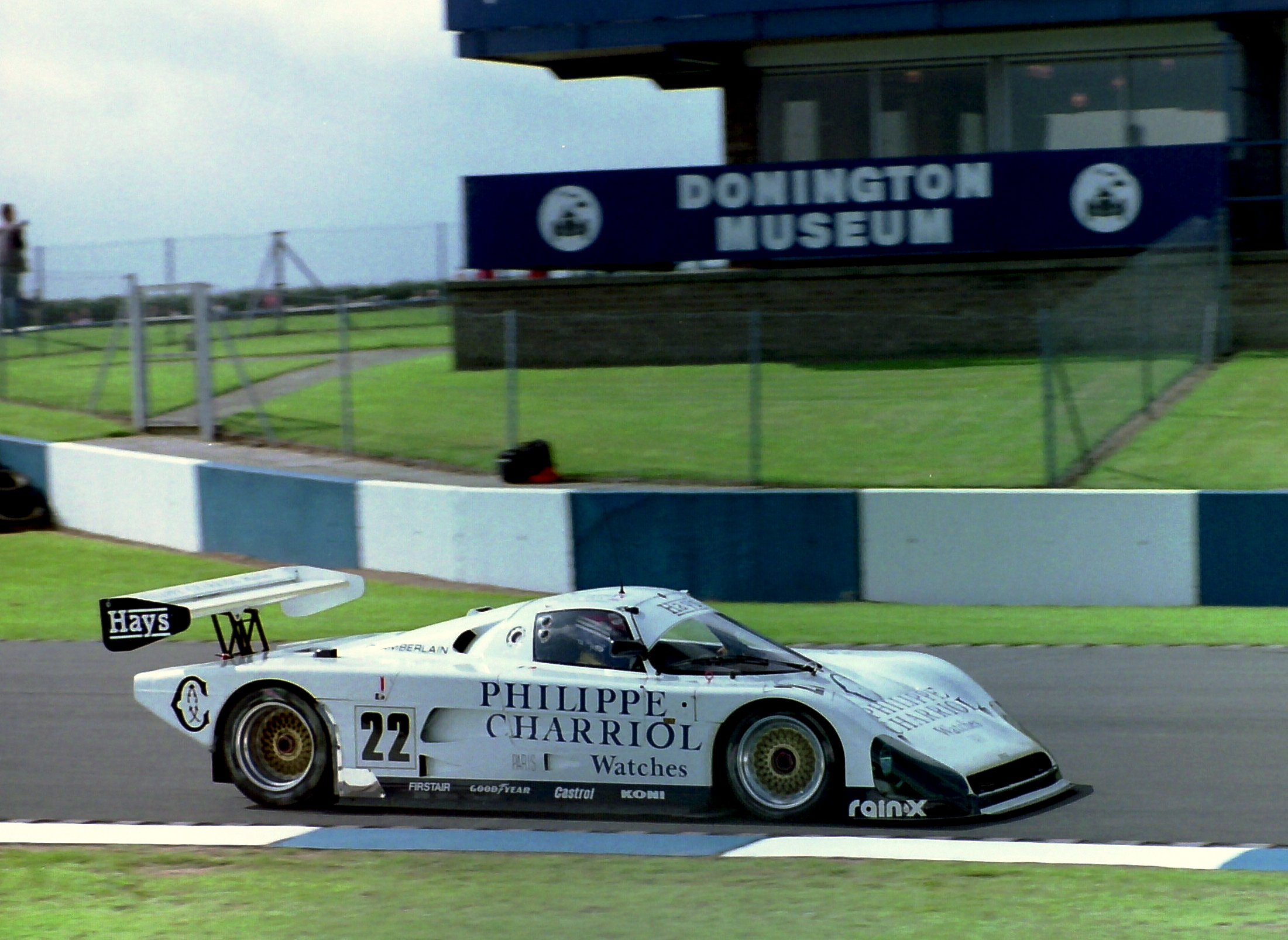
Der von Ferdinand des Lesseps beim 500-km-Rennen von Donington 1992 gefahrene Spice SE89C

Ferdinand-Noël Jacques Marie de Lesseps (* 25. Juni 1957 in Boulogne-Billancourt) ist ein französischer Fotograf und ehemaliger Rennfahrer für Sportwagen und Sportprototypen.

## Familie
Sein Urgroßvater war der Diplomat und Unternehmer Ferdinand de Lesseps, Erbauer des Suezkanals. Seit 1996 ist er mit der Tochter des Wehrmachtsoffiziers und Widerstandskämpfers gegen den Nationalsozialismus Ewald-Heinrich von Kleist verheiratet.

## Fotograf
Lesseps wurde 1957 in Boulogne-Billancourt bei Paris geboren. Er studierte 1977/78 an der Parsons The New School for Design in New York und von 1978 bis 1982 am Art Center College of Design in Pasadena, Kalifornien. Er, Diplom-Kaufmann, ist heute als Kunst- und Werbefotograf in Brüssel (Belgien) tätig. Ausstellungen hatte er in Paris, Brüssel und Genf.

## Sportwagenfahrer
Im Jahre 1982 begann er seine Karriere in der Formel 3. Später startete er u. a. bei: 24-Stunden-Rennen von Spa-Francorchamps, 24-Stunden-Rennen von Daytona, 12-Stunden-Rennen von Sebring und 24-Stunden-Rennen von Le Mans. Er nahm an der FIA-GT-Meisterschaft und der Sportwagen-Weltmeisterschaft teil. Bei der Sportwagen-Weltmeisterschaft 1992 belegte er in der Gesamtwertung der Fahrer-Weltmeisterschaft die 7. Position und beim FIA Cup für Fahrer die 1. Position. 1996 gewann er die SuperSport Trophy.

## Statistik

### Le-Mans-Ergebnisse
| Jahr | Team                    | Fahrzeug          | Teamkollege           | Teamkollege     | Platzierung | Ausfallgrund       |
| ---- | ----------------------- | ----------------- | --------------------- | --------------- | ----------- | ------------------ |
| 1990 | Pierre-Alain Lombardi   | Spice SE86C       | Pierre-Alain Lombardi | Denis Morin     | Ausfall     | Unfall             |
| 1991 | Euro Racing Chamberlain | Spice SE89C       | John Sheldon          | Charles Rickett | Ausfall     | Elektronik         |
| 1992 | Chamberlain Engineering | Spice SE89C       | Olindo Iacobelli      | Richard Piper   | Rang 14     |                    |
| 1993 | Lotus Sport             | Lotus Esprit S300 | Olindo Iacobelli      | Richard Piper   | Ausfall     | Zylinder überhitzt |
| 1995 | Éric Graham             | Venturi 600LM     | François Birbeau      | Éric Graham     | Ausfall     | Elektronik         |

### Sebring-Ergebnisse
| Jahr | Team                | Fahrzeug          | Teamkollege     | Teamkollege     | Teamkollege    | Platzierung | Ausfallgrund |
| ---- | ------------------- | ----------------- | --------------- | --------------- | -------------- | ----------- | ------------ |
| 1989 | Lion Rampant Racing | Chevrolet Camaro  | Luis Sereix     | Chaunce Wallace | Hervé Regout   | Rang 32     |              |
| 1990 | Essex Racing        | Spice SE88P       | Jay Cochran     | Howard Katz     |                | Ausfall     | Elektronik   |
| 1994 | Konrad Motorsport   | Porsche 911 Turbo | Örnulf Wirdheim | Franz Konrad    | Charles Mendez | Rang 7      |              |

### Einzelergebnisse in der Sportwagen-Weltmeisterschaft
| Saison | Team                    | Rennwagen   | 1   | 2   | 3   | 4   | 5   | 6   | 7   | 8   |
| ------ | ----------------------- | ----------- | --- | --- | --- | --- | --- | --- | --- | --- |
| 1991   | Euro Racing             | Spice SE89C | SUZ | MON | SIL | LEM | NÜR | MAG | MEX | AUT |
| 1991   | Euro Racing             | Spice SE89C | DNF |     |     |     |     |     |     |     |
| 1992   | Chamberlain Engineering | Spice SE89C | MON | SIL | LEM | DON | SUZ | MAG |     |     |
| 1992   | Chamberlain Engineering | Spice SE89C | DNF | 3   | 14  | 6   | 6   | 7   |     |     |